# We gaan raket nu
We gaan raket nu is een nummer uit 2020 van de Nederlandse zanger Gerard Joling en de Surinaams-Nederlandse rapper Poke.
"We gaan raket nu" gaat over de raketijsjes van Ola. Het was voor het eerst dat Joling een nummer opnam met een rapper. Met het zomerse nummer wilden Geer en Poke een vrolijk gevoel brengen en hun fans laten genieten van de zomerse momenten. "We Gaan Raket Nu is een eigentijds en zomers nummer, waar ik heel blij van word. Ik vind het erg cool om een combinatie te maken tussen urban en mijn eigen muziekstroom. Poke is een geweldige rapper met een eigen persoonlijkheid die veel energie en sfeer brengt aan onze single", aldus Joling. Het nummer werd in Nederland trending op de app TikTok, waarin het in ruim 385 video's werd gebruikt. Ook haalde het 1,3 miljoen streams op Spotify. In de hitlijsten was het nummer echter minder succesvol. In Nederland bleef het namelijk hangen op een 9e positie in de Tipparade, en ook in Vlaanderen bereikte het slechts de Tipparade.